# Reviralhismo

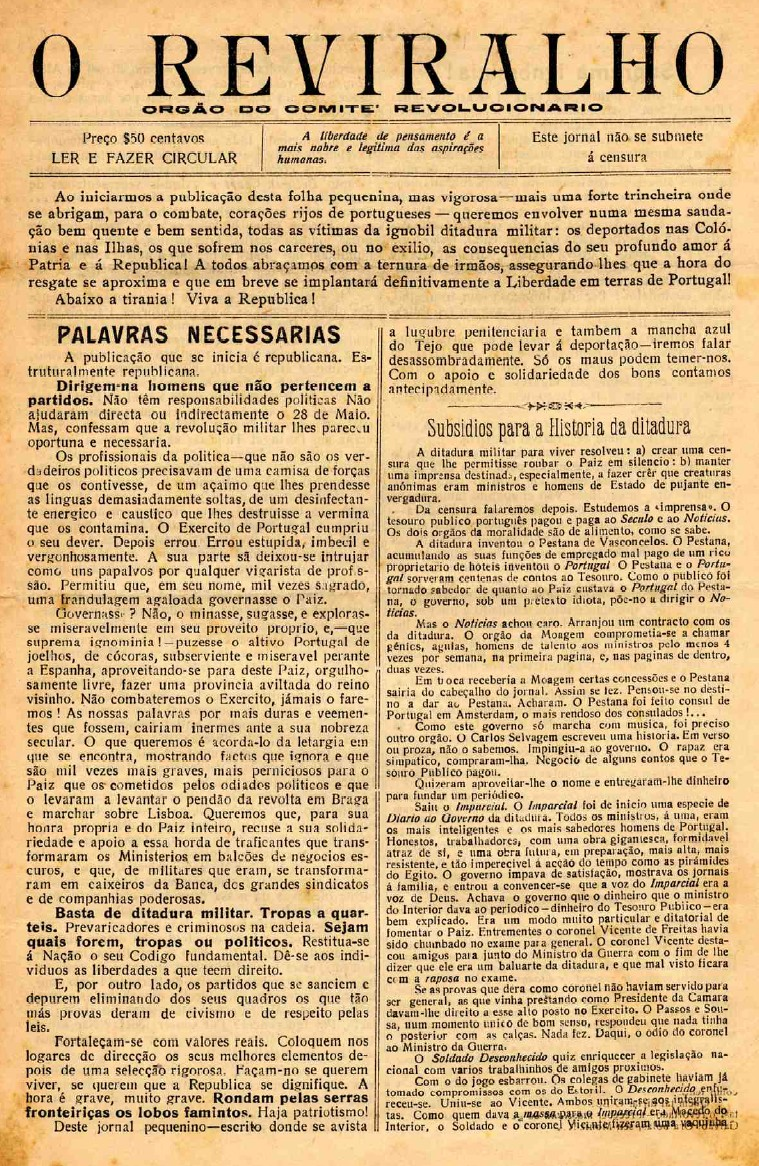
Primeira página do n.º 1 de O Reviralho, um jornal clandestino publicado em Lisboa durante o último semestre de 1927.

Reviralhismo foi designação dada à actividade política pró-insurreccional desenvolvida entre os anos de 1926 e 1940 pela oposição republicana, democrática e liberal ao regime ditatorial saído do Golpe do 28 de Maio em Portugal. Com o seu apogeu no período compreendido entre 1926 e 1931, o reviralhismo afirmou-se como a frente mais importante de combate ao regime ditatorial da auto-intitulada Ditadura Nacional e depois de 1933 do Estado Novo. Embora apresentando uma escassa unidade de acção e coerência política, com intervenientes múltiplos e estratégias diversas, o reviralhismo, acabou por se caracterizar como um movimento revolucionário essencialmente republicano que, entre 1926 e 1940, procurou, através de mais de uma dezena de revoltas malogradas, a reposição da situação democrática e das liberdades individuais e públicas que a Revolução Nacional tinha destruído. Os sucessivos movimentos de inspiração reviralhista que ocorreram entre 1927 e 1931, com destaque para este último ano, levaram à manutenção de um clima de quase guerra civil que dificultou o processo de consolidação do regime ditatorial e obrigou os seus dirigentes a tentar a conciliação com o republicanismo conservador, fazendo sucessivas concessões que atrasaram a institucionalização do novo regime e que em boa parte lhe determinariam o carácter.

## A origem do termo
O termo reviralhismo deriva directamente da utilização do apodo de reviralho (de revirar, dar nova orientação) utilizado para denominar as múltiplas intentonas que iam surgindo contra a Ditadura Nacional, nele se incluindo, de forma inicialmente depreciativa, os seus participantes a apoiantes.
O termo reviralho foi inicialmente utilizado pelos apoiantes da ditadura com um sentido claramente depreciativo, como aliás o sufixo indicia, mas ganhou largo uso corrente, incluindo na imprensa. Legitimado pelos ideais e pela luta que personificava, o termo e o seu derivado reviralhismo foram depois utilizados e, até certo ponto, assumidos pelos próprios revoltosos, desde 1926 até à década de 1940 e mesmo para além desse período. Nesta acepção, o termo aparece consistentemente associado à ideia de um movimento revolucionário visando o imediato derrube da ditadura e o regresso ao quadro constitucional da 1.ª República. A legitimação do termo, embora não assumido por muitos quadrantes políticos da oposição, foi ao ponto de um dos jornais republicanos publicados clandestinamente em Lisboa no Verão de 1927 se intitular, com alguma intenção provocatória, O Reviralho.
Entre os sectores mais à esquerda, como o PCP e o movimento anarquista, o termo ganha uma conotação diferente, associado à ideia de um processo político que apesar de se pretender revolucionário era inconsequente e acabava por ocupar indevidamente o espaço político e de acção dos verdadeiros revolucionários. Nesse contexto, aparece por vezes com carácter irónico, ligado a um quase sebastiânico Reviralho que há-de vir ..., mas que tarda em chegar.
Embora não se encontrem utilizações do termo no período anterior à Revolução Nacional, o entendimento que dele fizeram os seus utilizadores é claramente consequência da experiência republicana anterior àquele golpe militar. Já a luta contra a ditadura de Joaquim Pimenta de Castro e contra o Dezembrismo e as consequências do Assalto a Monsanto tinham sido um revirar da situação política no sentido da reposição da legalidade constitucional e do combate aos desvios antidemocráticos e antiliberais.

## Enquadramento político
O reviralhismo formou-se inicialmente em torno da esquerda republicana afastada do poder pelo Golpe de 28 de Maio de 1926 e dos militares radicais ligados às inúmeras intentonas da I República. A este grupo associa-se boa parte da intelectualidade liberal e democrática portuguesa, com destaque para o grupo ligado ao movimento intelectual subjacente à publicação da Seara Nova, que ficaria conhecido pela intelectualidade seareira.
Quando ficou claro o carácter ditatorial do novo regime e se esboroaram as esperanças na sua transitoriedade, à sua direita associaram-se alguns sectores centristas e de centro-direita, ligados aos antigos partidos democráticos e liberais, que tendo apoiado ou consentido a instauração da ditadura deixariam de se reconhecer nela.
O movimento reviralhista foi também apoiada pela ala esquerda da sociedade portuguesa, aí se incluindo o Partido Comunista Português e a então ainda poderosa Confederação Geral do Trabalho (CGT), que embora duvidando dos méritos dos golpes militares, apoiavam o reviralhismo como forma de minar a estabilidade crescente do regime. Apesar dessa descrença e das tensões remanescentes das lutas anteriores a 28 de Maio de 1926, em que os republicanos moderados e os movimentos anarquista e comunista se tinham enfrentado num luta sem tréguas, é no mundo operário, radicalizado pelos ideários comunista e anarquista, que o reviralhismo encontra o seu único, e mesmo assim escasso, apoio popular na hora da revolta.
Assim, o reviralhismo não foi um movimento uniforme, tendo-se sempre movimentado num campo político dialéctico, tanto mais rico e contraditório quanto o seu apoio social de base se foi empobrecendo. É essa realidade que dá operacionalidade ao conceito de reviralhismo e que o define como um movimento político com características próprias, embora mantendo uma dinâmica que o coloca numa linha de continuidade em relação aos movimentos revolucionários ocorridos durante a Primeira República.
Os protagonistas do reviralhismo, dada a heterogeneidade da sua base política de apoio e a forte politização do operariado e de parte da população urbana que tinha resultado das grandes convulsões sócio-políticas da fase final da Monarquia Constitucional Portuguesa e da Primeira República, era muito diverso. Os reviralhistas distribuíam-se por diversos sectores sociais, pouco mais tendo em comum do que as razões que animavam as suas convicções políticas, mas nunca foram muito numerosos, constituindo uma verdadeira elite na acepção literal da palavra.
Não obstante a sua heterogeneidade, esta elite revolucionária assume, devido ao reduzido número de elementos e principalmente em resultado das fortes motivações políticas, sociais e éticas que a animavam, um conjunto alargado de características comuns que cimenta o seu sentido de pertença, independentemente da origem social, dos seus variados percursos políticos, ideológicos e morais anteriores. Esta unidade na diversidade é o factor de coesão mais forte e um dos que mais bem ajudam a individualizar o conceito de reviralhismo enquanto grupo.
Embora sem perder de vista a sua natureza essencialmente não organizada, já que não dispunha de estruturas orgânicas fixas nem de hierarquia legitimada, o reviralhismo pode-se assim considerar um movimento elitista, conduzido pelo escol republicano desapossado em 1926, onde predominavam antigos ministros, senadores, deputados, militares de prestígio, governadores civis e outros altos funcionários da administração republicana. Poucos podem ser considerados desesperados ou empurrados involuntariamente para a revolução, predominando cidadãos prestigiados e sócio-economicamente bem instalados.
Nesse contexto, resulta claro que a profundidade das crenças e do ideário que os inspirava era grande, já que são levados a agir em situações extremamente adversas, nas quais o destino previsível e quase provável era a deportação, o exílio ou as prisões e o isolamento da detenção domiciliária. No limite, era a morte, o que aconteceu a algumas centenas de participantes nos movimentos revolucionários. Para todos era sempre previsível e segura a perda da situação social que detinham.

### Objectivos e acção
Dada a complexidade do quadro político saído da Revolução Nacional e as consequências do longo apodrecimento da vida política a que a instabilidade da Primeira República portuguesa tinha inevitavelmente conduzido, o reviralho traduz um duplo sentido de renovação aspirando revirar a ditadura militar e repor a legalidade constitucional e ao mesmo tempo proceder à regeneração do regime republicano, evitando por todos os meios o regressismo, ou seja o retorno à República da instabilidade sócio-política e dos constantes golpismos e tentações ditatoriais.
A vertente regeneradora do movimento ficou particularmente visível depois da publicação do Manifesto da Liga de Paris, escrito sob a inspiração de António Sérgio e de outros membros da intelectualidade seareira. Contudo, até ao final do movimento reviralhista, nunca deixou de estar sempre igualmente presente uma outra corrente, minimalista no programa político e maximalista na constituição do bloco político anti-ditatorial, que assentava o principal objectivo no derrube da ditadura, mesmo que em sua substituição surgisse um outro regime forte, mesmo que liderado por um militar, porém capaz de garantir a transição democrática.
Esta dualidade de propósitos do reviralhismo, associada à memória ainda fresca das grandes lutas travadas durante a Primeira República, durante as quais muitos dos homens do reviralho tinham lutado em campos opostos, seria sempre o principal motivo de desunião entre as várias sensibilidades reviralhistas, levando inevitavelmente à falta de coesão na acção e à indefinição estratégica do movimento. No campo democrático ainda estavam bem presentes os resultados das derrotas sofridas nos anos finais da Primeira República, o que se traduzia na sua desmobilização e na existência de múltiplos ressentimentos que em nada contribuíam para a eficácia dos movimentos que foram sendo tentados.
Esta situação contrastava com a crescente união em torno de um projecto comum que caracterizava as hostes dos apoiantes do regime. Sentindo-se reforçada pela evolução política europeia, onde era crescente a fraqueza dos regimes democráticos e se sentia já o aproximar do tempo das ditaduras, a direita anti-liberal reforçara-se com alianças no republicanismo conservador. Tinha agora consigo os principais agentes revolucionários do 14 de Maio e do Assalto a Monsanto, para além do grosso das forças armadas, da Igreja Católica Romana e do povo conservador e maioritariamente analfabeto e apolítico das zonas rurais.

### A estratégia e a táctica
Embora o golpe militar não tenha sido a única táctica da oposição à ditadura saída da Revolução Nacional, particularmente a partir de 1931, quando foi constituída a Aliança Republicana e Socialista (ARS), apenas uma parte minoritária da oposição parece ter acreditado na possibilidade de uma transição democrática através de um processo eleitoral. Tal explica que mesmo os elementos mais destacados dos movimentos que advogavam a transição pacífica acabem por participar nas revoltas reviralhistas. Entre estes, conta-se o professor José António Simões Raposo (1875-1948), secretário da ARS, preso e deportado para Timor na sequência do movimento do 26 de Agosto de 1931.
O reviralhismo, estando longe de ser a única estratégia possível de combate à ditadura, é contudo aquela em que convergem a maioria das forças da oposição republicana democrática e liberal, privilegiando as estratégias e tácticas golpistas face às estratégias pacíficas e de criação de movimentos de opinião. Esta tendência para a acção insurreccional é coerente com os acontecimentos do período anterior, durante o qual a mudança política se fez quase sempre pela via revolucionária ou do pronunciamento militar e muito raramente pela via do funcionamento da alternância democrática. Por outro lado, parecia então óbvio que se o poder ditatorial se instalara pela força, também só por ela poderia ser desalojado. Esta crença era comummente aceite, mesmo por aqueles grupos ou indivíduos que se posicionavam fora do bloco reviralhista.
Privilegiando quase em absoluto a estratégia insurreccional, a acção do reviralhismo ficou dependente da instrumentalização das unidades militares dos principais centros urbanos. Para tal tentou constituir no seio dessas unidades núcleos clandestinos de militares revolucionários, os quais eram apoiados na acção política e enquadrados com o apoio de elementos civis organizados em comités, oriundos, fundamentalmente, do funcionalismo público e das profissões liberais. Neste aspecto, o reviralhismo manteve quase inalteradas as formas organizativas e as tácticas que caracterizaram os movimentos revolucionários da fase final da monarquia e da Primeira República, permanecendo fiel àquela que tinha sido a base político-social do republicanismo português.
Fora da elite dirigente e da classe militar, os elementos revolucionários eram criteriosamente escolhidos pela sua utilidade em sectores ou actividades indispensáveis à prossecução da organização revolucionária. Na selecção de operacionais foram privilegiados os ferroviários, os chauffeurs, os empregados dos telefones e telégrafos e os membros de grupos revolucionários com experiência na manipulação de material bélico e explosivo, instrumentos indispensáveis no assalto aos quartéis. Estes operacionais eram em geral mantidos fora de qualquer conhecimento da revolta e do seu plano até poucas horas antes da eclosão. No momento da revolta, os militares foram pontualmente obrigados a engajar combatentes civis, a quem distribuíam armas, muitas vezes contra a sua própria vontade e por imposição dos populares.
Face às grandes perturbações que as suas acções provocavam na vida das populações e pelo cansaço e ódio ao golpismo que décadas de instabilidade tinham inevitavelmente trazido à generalidade da população, o reviralho teve sempre fraco apoio na opinião pública, sendo-lhe naturalmente adversos os grandes meios de comunicação social, sujeitos a censura e na sua maior parte alinhados com o regime.
As dificuldades de comunicação e de imagem do reviralhismo eram grandes, nunca tendo conseguido fazer chegar a sua mensagem junto do grande público, já que as dezenas de publicações clandestinas que alimentou, além da sua pequena circulação e fácil apreensão, pouco podiam fazer num país onde o analfabetismo era esmagador. Os únicos momentos de alguma adesão e regozijo popular que é possível detectar aconteceram em 1931, quando se chegou a vislumbrar a reposição da legalidade democrática.

### Efeitos sobre a ditadura
Muitas das características da ditadura, e depois do salazarismo, resultaram da sua acção política para conter a restauração do republicanismo democrático. Embora o republicanismo conservador tenha apoiado a ditadura e os salazaristas sempre tivessem procurado integrar no seu projecto esta corrente de opinião, as arremetidas conspiratórias do republicanismo de esquerda e das suas adjacências comunista e anarquista exerceram uma profunda influência sobre a estruturação do regime.
Foi em boa parte devido à acção conspiratória do reviralho que a ditadura se viu obrigada a reforçar o Estado policial e a apertar a censura à imprensa, características que não perderia até ao fim do Estado Novo.
Mesmo a criação da União Nacional, em 1930, surge no contexto da resposta da ditadura e das forças que a apoiavam à pressão do reviralho, procurando, através do enquadramento das elites e dos quadros do funcionalismo público, até aí com forte influência republicana e democrática, reduzir a influência revolucionária e introduzir mecanismos de controlo e de redução das tensões, criando um foro controlado onde, pelo menos formalmente, fosse permitida a participação cívica.
O aparecimento, no final de 1931, de um projecto constitucional corporativo e autoritário, que levaria à promulgação da Constituição Portuguesa de 1933, resulta claramente do compromisso político do regime com o republicanismo conservador, única forma de afastar definitivamente o espectro de uma constituição democrática, fim último do reviralho.
Apesar de todos esses efeitos, a ditadura conseguiu consolidar-se e esmagar por completo o reviralhismo, fazendo bom uso das condições sociais favoráveis e do bom enquadramento externo que a vitória franquista em Espanha lhe trouxe. Apesar disso, são múltiplas as razões que condicionaram o constante malogro dos movimentos inspirados ou conduzidos pelo reviralho, mas a desproporção de forças e falta de apoio popular foram também por si só factores esmagadores. Numa atitude que não terá sido comum entre os reviralhistas, o capitão Nuno Cruz, que morreria no exílio em Madrid depois de uma acidentada fuga da prisão, reconhece num depoimento que apesar do grande empenhamento de todos os participantes nunca fora possível juntar forças militares bastantes para vencer e apontava como causa a dolorosa verdade em que muitos se recusam a crer, sendo sempre mais fácil procurar as causas do insucesso nas fraquezas do nosso campo, que gostosamente se espiolham, do que na força do inimigo, que sempre ao nosso orgulho custam a reconhecer. É uma pista para se compreender, beneficiando do distanciamento histórico, o que o excessivo optimismo e o romantismo revolucionário reviralhista não deixavam na altura vislumbrar.

## O fim do Reviralhismo
O enorme fracasso para a oposição à ditadura em que se traduziu o ano de todas as revoluções, nome pelo qual ficou conhecido o ano de 1931, e em particular o insucesso do movimento do 26 de Agosto de 1931 e a ferocidade e eficácia da repressão que se lhe seguiu, marcou o princípio do fim do reviralhismo.
Depois de 1931, o reviralhismo foi perdendo força, acabando por desaparecer a partir de 1940, em parte devido à consolidação do Estado Novo e em parte devido ao ambiente social e político criado pela Guerra Civil de Espanha e pelo advento da Segunda Guerra Mundial, o qual desaconselhava aventuras insurreccionais. Outro forte contributo para o termo do reviralhismo resultou do repatriamento, em 1939 e 1940, dos principais líderes reviralhistas, em particular dos que se haviam fixado em Paris e que agora eram obrigados a capitular e regressar a Portugal face ao alastrar da guerra na Europa.
Para além das causas atrás apontadas, a partir do início da década de 1930 a estabilização do regime e o medo da instabilidade que se começava a sentir na Europa e dos efeitos da Grande Depressão levaram a um apoio crescente da pequena burguesia urbana à ditadura, vista agora como um oásis de estabilidade num mundo cada vez mais incerto. Neste contexto social, o movimento reviralhista torna-se progressivamente mais minoritário, movendo apenas algumas centenas de revolucionários dispersos pelo país e em muitos casos isolados nas colónias e no exílio europeu, muitos deles na clandestinidade.
A partir do início da década de 1940 o reviralhismo apenas subsiste, e cada vez mais esparsamente, nos relatórios confidenciais da PVDE/PIDE, que no período pós-guerra seguia cuidadosamente o percurso dos antigos reviralhistas, quase todos eles empenhados nas tarefas unitárias do Movimento de Unidade Nacional Antifascista (MUNAF) e do Movimento de Unidade Democrática (MUD).
Com o fim do reviralhismo entrou-se num longo período de estabilidade político-institucional que apenas seria quebrado pelos acontecimentos que levaram ao 25 de Abril de 1974.
Na oposição, as estratégias de combate ao Estado Novo foram-se progressivamente afastando dos velhos caminhos insurreccionais, o Reviralhismo desapareceu da linguagem e da acção política, apenas para ser recuperado como memória pela historiografia contemporânea surgida após a Revolução dos Cravos.

## Os principais momentos do reviralhismo
Nem todas as conspirações se materializaram em golpes e muitas menos saíram à rua, mas todas elas moveram alguns dos mais activos elementos democráticos, recrutados no Exército, no funcionalismo público, na intelectualidade e nas elites operárias. Muitas destas conspirações, até pelo seu carácter oculto, não tiveram até hoje qualquer estudo monográfico.
Para além de múltiplas acções de menor impacto, algumas delas mais inventonas do que intentonas, a acção insurreccional do reviralhismo traduziu-se num conjunto de iniciativas revolucionárias que marcaram a história política portuguesa ao longo dos primeiros 15 anos do regime instaurado pela Revolução Nacional. Entre os acontecimentos mais marcantes contam-se os seguintes:
- A Revolução de Fevereiro (a insurreição de 3 a 9 de Fevereiro de 1927 em Lisboa e no Porto);
- A Revolta do Castelo (o movimento revolucionário de 20 de Julho de 1928);
- A Revolta das Ilhas de Abril de 1931 na Madeira;
- O movimento revolucionário do 26 de Agosto de 1931.

O 26 de Agosto de 1931 foi o verdadeiro canto do cisne do reviralhismo insurreccional, já que a partir daí o espaço de manobra para a acção revolucionária foi drasticamente reduzido, pouco mais restando do que vagas movimentações que acabam por desaparecer com o rebentar da Segunda Guerra Mundial.